# Деница Сачева
Деница Евгениева Сачева – Атанасова е български политик от партия ГЕРБ, министър на труда и социалната политика в третото правителство на Бойко Борисов. Народен представител в XLV, XLVI, XLVII, XLVIII народно събрание, L народно събрание, както и в LI народно събрание.

## Биография
Деница Сачева е родена на 2 ноември 1973 г. в гр. София в семейството на Евгений Сачев. Завършва средното си образование в Езикова гимназия „Гео Милев“ в гр. Добрич. След това завършва Висше училище по туристически мениджмънт филиал дистанционно към колежа в Маастрихт, Холандия и Международен колеж по туризъм в Албена. Изучава и завършва Бакалавър по „Социална педагогика“ в Югозападен университет „Неофит Рилски“ в гр. Благоевград, където придобива и своите познания и страст към социалната сфера. Магистър е по „Здравен мениджмънт“ в Университета „Проф. д-р Асен Златаров“, гр. Бургас. Впоследствие завършва магистър (Cum Laude) по „Връзки с обществеността“ във Факултета по журналистика и масова комуникация към Софийския университет „Св. Климент Охридски“.
Преминава курсове за обучение по социален маркетинг, връзки с обществеността, политически маркетинг, управление на социалното подпомагане и услуги, управление на външни ресурси и управление на риска онлайн и дистанционно, с домейни във Великобритания, Холандия, Бразилия, Колумбия, Австралия и САЩ.

### Политическа кариера
Деница Сачева е дългогодишен активист в неправителствения сектор, на два пъти кандидат за депутат от десницата, бивш член на здравната каса (НЗОК) от първите години на създаването ѝ, участва в разработването на някои от първите стратегически документи за реформи в здравеопазването по времето на министър Илко Семерджиев (1999 – 2001 г.), зам.-министър в социалното и в образователното министерство по времето на правителства на ПП ГЕРБ.
Сачева е един от първите десет служители на Националната здравноосигурителна каса (НЗОК), където от 1999 г. работи като началник на дирекция „Международно сътрудничество, европейска интеграция и проекти“.
Година и половина е началник на кабинета на министъра на здравеопазването (1999 – 2001) д-р Илко Семерджиев в правителството на ОДС с министър-председател Иван Костов. Участвала е в екипа, разработил и съставил Националната здравна стратегия 2001 – 2010 и План за действие към нея. Там отговаря също и за връзките с международните институции, Международния валутен фонд, Световната банка и Европейската комисия.
Била е председател на Съвета на директорите на МБАЛ – гр. Хасково и Балнеологичен център „Камена“ – гр. Велинград.
Хоноруван преподавател в Нов български университет по политически комуникации.
Работила е като консултант по над 15 международни проекта, финансирани от Европейската комисия, Световната банка и Американската агенция за международно развитие.
Тя е била председател на Българската асоциация на пиар агенциите. През 2001 г. Деница Сачева е основател и изпълнителен директор на PR агенция IntelDay Solutions (www.intelday.com), двукратен носител на Световна златна награда за отлични постижения в PR за 2007 и 2012 година и носител на номинация през 2009 за най-добра компания за Източна Европа в престижния PR конкурс SABRE. През 2013 г. е кандидат-депутат от ДСБ. От 2019 г. е член на ПП ГЕРБ.

#### Заместник-министър на труда и социалната политика
След подадената оставка на Министъра на труда и социалната политика Ивайло Калфин и смяната на политическия кабинет с новия министър – Зорница Русинова, Деница Сачева става заместник-министър за периода май 2016 г. – януари 2017 година.
"Това можете да очаквате от мен и за в бъдеще – полезност, прозрачност на действията, противопоставяне на неприемливото. Защото няма никаква причина, ако 21 години правех това, да спра да го правя и за напред.“

#### Заместник-министър на образованието и науката
От 2017 г. до края на 2019 г. тя е заместник-министър на образованието и науката. В Министерството (МОН) нейна ресорна дирекция е „Приобщаващо образование“, чиято отговорност е насърчаване и помощ на децата със специални образователни потребности, със заложби, както и деца от социално слаби семейства.
Активно работи за дигитализацията на образованието, както и за модернизацията на училищата, за иновативните училища, които са вече над 375. По нейно предложение бе защитен пред Европейската комисия проект за 105 млн. лв. за дигитализация на средното образование в България.
Под ръководството на министър Красимир Вълчев, Деница Сачева пряко отговаря за една от най-успешните политики в правителството – връщането на над 40 хиляди деца в клас.
По време на мандата си Сачева закри два интерната за деца – в с. Драгоданово, Сливен, и в с. Керека, Габрово. Първият беше нашумял със скандали и криминални прояви. За първи път децата в тези интернати получиха пари за лични нужди с промяна в наредбата, която е инициирана от нея. Така не са налага децата да извършват криминални прояви и престъпления.

#### Министър на труда и социалната политика
От декември 2019 г. Деница Сачева е Министър на труда и социалната политика. За кандидатурата ѝ гласуват 114 народни представители, 106 са „против“, а трима се въздържат от вот. Сачева е подкрепена от парламентарните групи на ГЕРБ и Обединени патриоти, а против са депутатите от ДПС и БСП. „Въздържал се“ гласуват трима народни представители от „Воля“.
При полагането на клетва в Народното събрание Деница Сачева заявява, че поради очакванията към нея да се справи с наболелите теми и нашумелите проблеми в сектора на Министерството, тя ще бъде диалогичен министър, като гарантира, че ще провежда диалог с абсолютно всички заинтересовани страни, за да се вземе адекватно решение и да няма ощетени.
Поради отлагането на Закона за социалните услуги, Сачева провежда редица срещи и дава също толкова интервюта, изяснявайки подробностите, чрез които да успокои насаденото от различни източници напрежение около него. За нея е знак, пораждащ отговорност, че клетвата ѝ като министър на труда и социалната политика се случва именно на датата, в която се отбелязва Международния ден на хора с увреждания.
Друг приоритет, изтъкнат на дневен ред, е останалите два ресора на Министерството, освен този, отнасящ се до хората с увреждания и хората в нужда, а именно Трудовата заетост и Пенсионните фондове, като тя подчертава, че една от целите ѝ, е „Социалното министерство“ отново да бъде наречено „Трудовото министерство“.